# WWF Superstars 2
WWF Superstars 2 é um jogo de vídeo baseado na World Wrestling Federation, lançado em 1992 para o console portátil Game Boy pela LJN.É a continuação de WWF Superstars e do segundo jogo da WWF para o Game Boy.O jogo é semelhante ao WWF Wrestlemania: Steel Cage Challenge para o Nintendo Entertainment System, embora o jogo seja executado mais rapidamente.

## Jogabilidade
WWF Superstars 2 possui um moveset mais limitado do que seu antecessor.Todos os lutadores compartilham o mesmo  moveset,sem seus movimentos característicos.Os movimentos são limitados a strikes (punching e kicking), grapples (headbutt, suplex, e bodyslam),  ground attacks (stomp e elbow drop), Irish whip moves (clothesline e dropkick), e um aerial attack (flying elbow drop).Os jogadores podem pressionar o botão selecionar uma vez por luta para recuperar a força.
Modos de jogo incluem One-on-One (padrão e variações de cage), Tag Team, e torneio, onde o jogador escolhe um lutador e deve derrotar os outros cinco para ganhar o WWF Championship.